# L'Apôtre Paul (Rembrandt)
Pour les articles homonymes, voir L'Apôtre Paul.
L'Apôtre Paul est un tableau réalisé vers 1657 par le peintre néerlandais Rembrandt, sans doute avec son atelier. De format vertical, cette huile sur toile est une peinture chrétienne qui représente Paul de Tarse accoudé sur une table, une plume à la main. Manifestement figuré pendant l'écriture de ses épîtres en prison, l'apôtre semble absorbé dans ses pensées alors qu'il regarde vers une épée évoquant une croix chrétienne. Celle-ci lui inspire certainement une métaphore de la parole de Dieu dans sa lettre aux Éphésiens. Elle anticipe par ailleurs sa future décapitation. Reçue en don en 1942, l'œuvre est conservée à la National Gallery of Art, à Washington, aux États-Unis.